# Katharina Innerhofer
Katharina Innerhofer (Zell am See, 17 januari 1991) is een Oostenrijkse biatlete. Ze vertegenwoordigde haar vaderland op de Olympische Winterspelen 2014 in Sotsji.

## Carrière
Op de wereldkampioenschappen biatlon 2012 in Ruhpolding, tevens haar wereldbekerdebuut, eindigde Innerhofer als 64e op de 15 kilometer individueel en als 97e op de 7,5 kilometer sprint, samen met Romana Schrempf, Iris Schwabl en Romana Düringer werd ze gelapt tijdens de estafette. In Nové Město nam ze deel aan de wereldkampioenschappen biatlon 2013. Op dit toernooi eindigde ze als 86e op de 15 kilometer individueel en als 75e op de 7,5 kilometer sprint, op de estafette werd ze samen met Iris Schwabl, Ramona Schrempf en Lisa Theresa Hauser gelapt. In november 2013 scoorde de Oostenrijkse in Östersund haar eerste wereldbekerpunten. Tijdens de Olympische Winterspelen van 2014 in Sotsji eindigde Innerhofer als 28e op de 15 kilometer individueel en als 76e op de 7,5 kilometer sprint, samen met Lisa Theresa Hauser, Daniel Mesotitsch en Friedrich Pinter eindigde ze als negende op de gemengde estafette. Op 6 maart 2014 boekte ze in Pokljuka haar eerste wereldbekerzege.

## Resultaten

### Olympische Winterspelen
| Jaar | Plaats | Resultaten                                                    |
| ---- | ------ | ------------------------------------------------------------- |
| 2014 | Sotsji | 28e 15 km individueel 76e 7,5 km sprint 9e Gemengde estafette |

### Wereldkampioenschappen
| Jaar | Plaats     | Resultaten                                                   |
| ---- | ---------- | ------------------------------------------------------------ |
| 2012 | Ruhpolding | 64e 15 km individueel 97e 7,5 km sprint LAP 4x6 km estafette |
| 2013 | Nové Město | 86e 15 km individueel 75e 7,5 km sprint LAP 4x6 km estafette |

### Wereldbeker
Eindklasseringen
| Seizoen   | Algemeen | Individueel | Sprint | Achtervolging | Massastart |
| --------- | -------- | ----------- | ------ | ------------- | ---------- |
| 2013/2014 | 36e      |             |        |               |            |

Wereldbekerzeges
| Nr. | Datum        | Plaats   | Onderdeel     |
| --- | ------------ | -------- | ------------- |
| 1.  | 6 maart 2014 | Pokljuka | 7,5 km sprint |